# Archives principales d'État de Brandebourg
Les Archives principales d'État de Brandebourg, ou BLHA en abrégé, sont les archives centrales de l'État de Brandebourg, basées à Potsdam.

## Tâches
Les archives principales d'État ont pour mission de prendre en charge les archives, de les enregistrer, de les conserver à long terme, de les sauvegarder, de les préserver, de les mettre en valeur, de les rendre utilisables par tous et de les mettre à la disposition des utilisateurs et de les évaluer. Il conseille les services soumis à l'obligation de proposer leurs documents dans le cadre de leur gestion et de leur sauvegarde et assume des tâches de formation et de perfectionnement archivistiques. En outre, il participe à la recherche et à la transmission de l'histoire du Brandebourg et de l'Allemagne, de l'histoire locale et du patrimoine.

## Actions
La BLHA est responsable des archives de tous les offices de l'État de Brandebourg, de leurs prédécesseurs juridiques et fonctionnels ainsi que des autorités impériales et fédérales ayant une responsabilité exclusivement régionale dans le domaine de l'État de Brandebourg. Cela comprend les archives des autorités et institutions compétentes dans :
- Marche-Électorale, Nouvelle-Marche, Basse-Lusace du Xe siècle jusqu'en 1808/16
- Province de Brandebourg 1808/1816-1945
- Province de la Marche de Brandebourg/État de Brandebourg 1945-1952
- District de Cottbus, district de Francfort-sur-l'Oder et district de Potsdam 1952-1990
- État de Brandebourg à partir de 1990
- Fonds à travers les époques (archives seigneuriales, successorales et familiales, successions et archives familiales (chacune avant 1945) ainsi que domaines et propriétés personnelles (après 1945), sociétés scientifiques)
- Archives centrales du cadastre de l'État de Brandebourg : les documents du cadastre de tout l'État de Brandebourg qui sont fermés avant le 3 octobre 1990 sont conservés à l'intérieur des frontières nationales actuelles.
- Collections (cartes, plans, cartes, armoiries et sceaux, tableaux et photographies, affiches, ainsi que petites acquisitions)

Fin 2019, le volume de l'ensemble des fonds et collections s'élevait à 54 000 mètres linéaires .

## Histoire

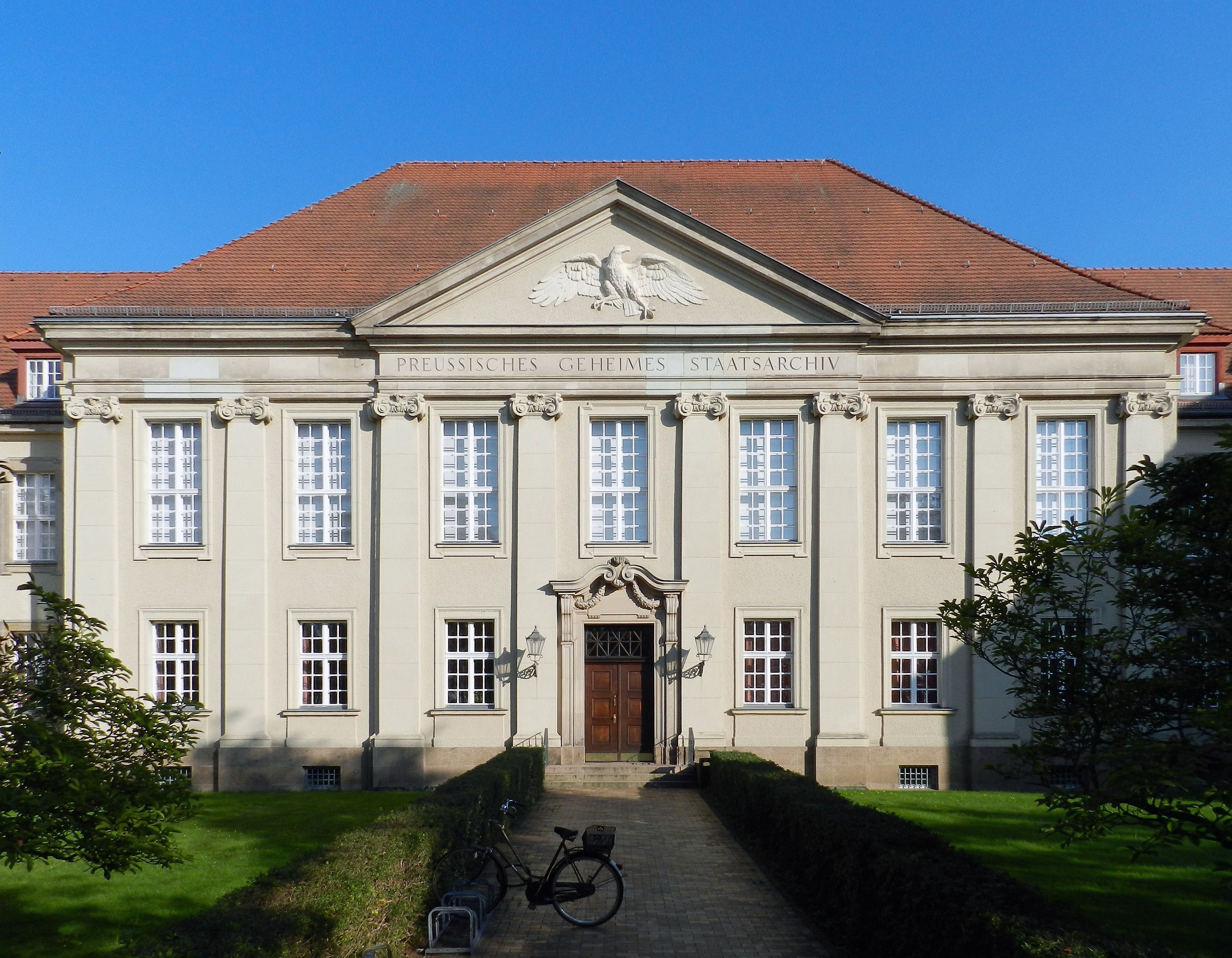
Archives secrètes de l’État prussien

La BLHA est fondée en 1883 sous le nom d'« Archives provinciales du Brandebourg » ou « Archives d'État de la province de Brandebourg et de la capitale impériale Berlin » (depuis 1931). Jusqu'alors, le Brandebourg est la seule province prussienne à ne pas disposer de ses propres archives d'État, cette fonction étant assurée par les Archives d'État secrètes du patrimoine culturel prussien (de) à Berlin-Dahlem . Après 1945, la sécurisation des fonds d'archives et le développement du système d'archives dans le nouvel État de Brandebourg nécessitaient la création d'archives. Par arrêté du ministre de l'Intérieur du Brandebourg le 21 juin 1949, les Archives d'État de Brandebourg sont fondées (de 1951 « Archives principales de l'État de Brandebourg », de 1965 à 1991 « Archives d'État de Potsdam »). À l'été 2015, la consultation est interrompue afin que le BLHA puisse déménager au parc scientifique de Golm. Il est utilisé depuis le 1er mars 2016 sur le nouveau site de Potsdam-Golm.

## Personnalités

### Responsables et directeurs
- 1956-1993 : Friedrich Beck
- 1993-2020 : Klaus Neitmann
- depuis 2020 : Mario Glauert

## Publications
À partir de 2021, de nouvelles publications seront mises en ligne sous licence Creative Commons dans le cadre de la stratégie de libre accès des archives. Les publications plus anciennes des archives seront également progressivement rendues accessibles de cette manière
- Veröffentlichungen des Brandenburgischen Landeshauptarchivs, eine seit 1958 erscheinende Schriftenreihe
- Quellen, Findbücher und Inventare des Brandenburgischen Landeshauptarchivs, seit 1994 erscheinende Schriftenreihe
- Studien zur brandenburgischen und vergleichenden Landesgeschichte, seit 2003 erscheinende vom Brandenburgischen Landeshauptarchiv und der Brandenburgischen Historischen Kommission e.V. herausgegebene Schriftenreihe
- Brandenburgische Archive. Berichte und Mitteilungen aus den Archiven des Landes Brandenburg, seit 2007 einmal jährlich erscheinend (1993–2004 als Brandenburgische Archive – Mitteilungen aus dem Archivwesen des Landes Brandenburg zweimal jährlich erschienen)